# Гиршелун (станція)
Гиршелун (рос. Гыршелун) — станція Читинського регіону Забайкальської залізниці Росії, розташована на дільниці Заудинський — Каримська між станціями Хілок (відстань — 17 км) і Хушенга (20 км). Відстань до ст. Заудинський — 302 км, до ст. Каримська — 343 км.